# 기하학 단위계
기하학 단위계 또는 기하학화 단위계는 진공에서의 빛의 속도 c 와 중력 상수 G가 같도록 측정단위를 설정한 물리 단위계이다. 
{\displaystyle c=1\ }
{\displaystyle G=1\ }
기하학 단위계는 완벽히 정의된 단위계는 아니다. 스토니 단위계와 플랑크 단위계 등의 단위계도 중력상수나 진공에서의 빛의 속도뿐만 아니라 다른 물리 상수도 통합한다는 점에서 기하학 단위계 중 하나라고 볼 수 있다. 
기하학 단위계는 물리학, 특히 특수 상대성이론과 일반 상대성이론에서 유용하게 쓰인다. 모든 물리량은 면적, 길이, 스칼라, 경로 곡률, 단면 곡률과 같은 기하학적 양과 동일하다. 
많은 상대론적 물리학의 방정식은 기하학적 단위로 표현될 때 더 단순 해진다. G와 c가 모두 생략될 수 있기 때문이다. 예를 들어, 비회전 비충전 블랙홀의 슈바르츠실트 반지름은 질량이 m일 때 r = 2m이 된다. 이런 이유로 많은 상대론적 물리학의 책과 학술지에서 기하학 단위를 사용한다. 입자 물리학과 물리 우주론에서는 8πG = 1인 기하학 단위계를 사용한다. 뉴턴의 만유인력의 법칙의 식에는 8π가 인자로 추가되지만, 아인슈타인 방정식, 아인슈타인-힐베르트 작용, 프리드만 방정식, 뉴턴식 푸아송 방정식은 단순해진다. 

## 정의
기하학 단위에서, 시간은 해당 시간동안 빛이 이동한 거리로 해석된다. 즉, 1초는 1광초로 해석돼서, 시간이 길이의 기하학 단위를 가진다. 이것은 시간과 거리가 동등하다는 특수 상대성이론의 운동학 법칙의 개념과 들어맞는다. 
에너지와 운동량은 사차원 운동량 벡터의 구성 요소로 해석되고, 질량은 이 벡터의 크기이므로 기하학적 단위에서는 에너지, 운동량, 질량 모두 길이의 단위를 가진다. 킬로그램으로 표현된 질량에 변환 계수 G/c2을 곱해서 미터로 표현할 수 있다. 예를 들어, SI 단위계에서의 태양의 질량 2.0×1030 kg은 1.5 km로 표현할 수 있다. 1.5 km는 1 태양 질량 블랙홀의 슈바르츠실트 반지름의 절반이다. 다른 모든 변환 계수를 통해서도 두가지 단위를 변환할 수 있다. 
변환 계수 크기가 작은 것은 큰 질량이나 빠른 속도에서만 상대론적 효과가 눈에 띈다는 사실을 반영한다.

## 전환
아래의 목록은 모든 SI단위계와의 조합 사이의 모든 변환 계수를 나타내고 있다. 원자나 입자같은 아보가드로 수만큼의 물질의 양만 나타내는 몰과 다르게, [C/s]와 같이 두 길이의 무차원 비로 나타나는 암페어, 두 무차원 단위의 비로 나타나는 칸델라 (1/683[W/sr]), 두 부피의 비로 나타나는 [kg⋅m2/s3] = [W], 두 면적의 비로 나타나는 [m2/m2]=[sr]은 무차원의 비로 나타나기 때문에 서로 전환될 수 없다.
|    | m                      | kg                   | s                      | C                      | K                        |
| -- | ---------------------- | -------------------- | ---------------------- | ---------------------- | ------------------------ |
| m  | 1                      | c2/G [kg/m]          | 1/c [s/m]              | c2/(G/(4πε0))1/2 [C/m] | c4/(GkB) [K/m]           |
| kg | G/c2 [m/kg]            | 1                    | G/c3 [s/kg]            | (G 4πε0)1/2 [C/kg]     | c2/kB [K/kg]             |
| s  | c [m/s]                | c3/G [kg/s]          | 1                      | c3/(G/(4πε0))1/2 [C/s] | c5/(GkB) [K/s]           |
| C  | (G/(4πε0))1/2/c2 [m/C] | 1/(G 4πε0)1/2 [kg/C] | (G/(4πε0))1/2/c3 [s/C] | 1                      | c2/(kB(G 4πε0)1/2) [K/C] |
| K  | GkB/c4 [m/K]           | kB/c2 [kg/K]         | GkB/c5 [s/K]           | kB(G 4πε0)1/2/c2 [C/K] | 1                        |

## 기하학적 수량
아인슈타인 텐서와 같은 곡률 텐서의 구성 요소는 기하학 단위에서 기하학적 곡률로 단면 곡률의 차원을 갖는다. 에너지-운동량 텐서의 구성 요소도 마찬가지다. 따라서 아인슈타인 방정식은 이 단위와 차원이 동일하다. 
경로 곡률은 곡선의 곡률 벡터의 크기의 역수이므로 기하학 단위로 길이의 역수이다. 경로 곡률은 비측위 곡선이 시공간에서 구부러지는 속도를 측정하고, 시간과 같은 곡선을 일부 관찰자의 세계선으로 해석하면 해당 경로 곡률은 해당 관찰자가 경험한 가속도의 크기로 해석될 수 있다. 경로 곡률로 구별할 수 있는 물리량에는 전자기장 텐서의 구성 요소가 포함된다. 
모든 속도는 곡선의 기울기로 해석할 수 있다. 기하학 단위에서, 기울기는 명백히 무차원 비이다. 무차원 비로 나타나는 물리량은 전자기 퍼텐셜 사차원 벡터와 사차원 전류 사차원 벡터의 성분을 포함한다. 
시간과 같은 벡터의 크기로 구별할 수 있는 질량과 전하와 같은 물리량은 길이의 기하학 차원을 갖는다. 바이 벡터의 크기로 구별할 수 있는 각운동량과 같은 물리량은 면적의 기하학 차원을 갖는다. 
다음은 기하학 단위의 차원으로 중요한 물리량을 모아둔 표이다. SI 단위에 대한 적절한 변환 계수가 함께 나열되어 있다. 
| 양          | SI 차원     | 기하학 차원 | 곱셈 계수           |
| ----------- | ----------- | ----------- | ------------------- |
| 길이        | [L]         | [L]         | 1                   |
| 시간        | [T]         | [L]         | c                   |
| 질량        | [M]         | [L]         | G c-2               |
| 속도        | [LT-1]      | 1           | c-1                 |
| 각속도      | [T-1]       | [L-1]       | c-1                 |
| 가속도      | [LT-2]      | [L-1]       | c-2                 |
| 에너지      | [ML2 T-2]   | [L]         | G c-4               |
| 에너지 밀도 | [ML -1 T-2] | [L-2]       | G c-4               |
| 각운동량    | [ML2 T-1]   | [L 2]       | G c-3               |
| 힘          | [MLT-2]     | 1           | G c-4               |
| 일률        | [ML2 T-3]   | 1           | G c-5               |
| 압력        | [ML-1 T-2]  | [L-2]       | G c-4               |
| 밀도        | [ML-3]      | [L-2]       | G c-2               |
| 전하        | [I T]       | [L]         | G1/2 c−2 (4πε0)-1/2 |
| 전위        | [ML2T-3I-1] | 1           | G1/2 c-2 (4πε0)1/2  |
| 전기장      | [MLT-3I-1]  | [L-1]       | G1/2 c-2 (4πε0)1/2  |
| 자기장      | [MT-2I-1]   | [L-1]       | G1/2 c-1 (4πε0)1/2  |
| 퍼텐셜      | [MLT-2I-1]  | 1           | G1/2 c-1 (4πε0)1/2  |

이 표는 위에 나타낸 바와 같이 온도뿐만 아니라 다양한 모멘트와 같이 더 멀리서 기인한 물리량을 포함하도록 보충할 수 있다.

## 참고 문헌
- Wald, Robert M. (1984). 《General Relativity》. Chicago: University of Chicago Press. ISBN 0-226-87033-2.